# In a Foreign Town
Albums de Peter Hammill
And Close as this
(1986) Out of Water
(1989)
In a Foreign Town est le seizième album de Peter Hammill, sorti en 1988.

## Liste des titres
1. Hemlock
2. Invisible Ink
3. Sci-Finance (revisited)
4. This Book
5. Time to Burn
6. Auto
7. Vote Brand X
8. Sun City Nightlife
9. The Play's the Thing
10. Under Cover Names
11. Smile

## Contributions

### Musiciens
- Peter Hammill : chants, guitare, claviers, percussions
- Stuart Gordon : violon (1)